# 表姐，妳好嘢！3之大人駕到
《表姐，妳好嘢！3之大人駕到》（英語：Her Fatal Ways III）是一部於1992年6月11日上映的香港電影，本電影由嘉禾電影(香港)有限公司、寶禾影業有限公司及二友電影製作有限公司製作，鄭裕玲、黃秋生、陳松勇及張堅庭等領銜主演。上映日數為16天，總票房排行於第35位。

## 劇情
鄭碩男（鄭大姐，鄭裕玲飾）獲中央委派保護到香港的人大常委會委員長「千里」，不幸因飛機問題迫降台灣，踫上了阿勇（陳松勇飾）。到香港後更踫上政治部總督察呂sir（黃秋生飾）。他們在香港上演一幕幕搞笑的場面... ...

## 演員
- 鄭裕玲  飾演 鄭碩男（花名「鄭大姐」，小勝之姑姑，喜歡伍衛國）
- 黃秋生  飾演 呂sir（政治部總督察）
- 張堅庭  飾演 小勝（鄭碩男之侄子）
- 陳松勇 飾演 蔣大勇（喜歡鄭碩男）

## 外部連結
- 豆瓣电影上《表姐，妳好嘢！3之大人駕到》的資料 （简体中文）
- 时光网上《表姐，妳好嘢！3之大人駕到》的資料（简体中文）
- 互联网电影数据库（IMDb）上《表姐，妳好嘢！3之大人駕到》的资料（英文）
- 香港影庫上《表姐，妳好嘢！3之大人駕到》的資料（繁體中文）